# Mossberg 930
A Mossberg 930, é uma escopeta semiautomática de calibre 12 projetada e fabricada pela O.F. Mossberg & Sons para uso de caçadores e atiradores de "skeet".

## Projeto
As principais características anunciadas da Mosberg 930 são: a confiabilidade e o preço competitivo (quase a metade dos concorrentes) no mercado de escopetas semiautomáticas com câmara para cartuchos de 3 polegadas.
A Mosberg 930 possui conveniências para os usuários, como:
- o receptor é adaptado para uma base de mira telescópica.
- o cano possui freio de boca integrado.
- possui um indicador de engatilhamento na frente do guarda-mato.
- vem com um batente de coronha generoso e ventilado para diminuir o recuo.
- a trava de segurança é ambidestra.
- vem com zarelhos para instalação de bandoleiras.
- o mecanismo de ação é bastante suave com peças e base do ferrolho bem polidas.
- disponível em vários calibres e níveis de acabamentos.